# Haliclona cylindrigera
Haliclona cylindrigera är en svampdjursart som först beskrevs av Voldemar Czerniavsky 1880.  Haliclona cylindrigera ingår i släktet Haliclona och familjen Chalinidae. Inga underarter finns listade i Catalogue of Life.